# Resolutie 1913 Veiligheidsraad Verenigde Naties
Resolutie 1913 van de Veiligheidsraad van de Verenigde Naties werd op 12 maart 2010 aangenomen door de Veiligheidsraad van de Verenigde Naties en verlengde de 5500 man sterke MINURCAT-vredesmissie in de Centraal-Afrikaanse Republiek met twee maanden. Intussen zouden leden van de Veiligheidsraad de toekomst en uiteindelijke terugtrekking van de missie gaan bespreken in Congo-Kinshasa, waar de meeste troepen gelegerd waren.

## Achtergrond
In 2003 brak in de regio Darfur van Soedan een conflict uit tussen rebellen, die het oneens waren met de verdeling van olie-inkomsten uit de regio, en door de regering gesteunde milities. Die laatsten gingen over tot etnische zuiveringen en er werden grove mensenrechtenschendingen gepleegd. Miljoenen mensen sloegen op de vlucht naar voornamelijk buurland Tsjaad. Door de grote toestroom van vluchtelingen raakte ook dat land gedestabiliseerd. In 2006 werd een opstand van rebellen in de kiem gesmoord en in 2007 werd een vredesverdrag met hen gesloten. Dat werd in 2008 door de rebellen verbroken waarna ze probeerden de hoofdstad N'Djamena in te nemen. In 2007 werd de MINURCAT-vredesmissie opgericht om de vele vluchtelingen uit Darfur en hulpverleners in de regio te beschermen.

## Inhoud
De Veiligheidsraad bracht de voorgaande resoluties en verklaringen over Tsjaad en de Centraal-Afrikaanse Republiek in herinnering. De verklaring en de brief van Tsjaad en de brief van de secretaris-generaal, die aangaven dat een beslissing over de toekomst van de MINURCAT-vredesmissie nog hangende was, werden in beschouwing genomen.
Er werd geconcludeerd dat de situatie in de regio een gevaar voor de internationale vrede en veiligheid bleef vormen. De Veiligheidsraad besliste het mandaat van MINURCAT te verlengen tot 15 mei 2010, en zou de zaak blijven volgen.

## Verwante resoluties
- Resolutie 1834 Veiligheidsraad Verenigde Naties (2008)
- Resolutie 1861 Veiligheidsraad Verenigde Naties (2009)
- Resolutie 1922 Veiligheidsraad Verenigde Naties
- Resolutie 1923 Veiligheidsraad Verenigde Naties

Lijst ·  1908 ·  1909 ·  1910 ·  1911 ·  1912 ·  1913 ·  1914 ·  1915 ·  1916 ·  1917 ·  1918 ·  1919 ·  1920 ·  1921 ·  1922 ·  1923 ·  1924 ·  1925 ·  1926 ·  1927 ·  1928 ·  1929 ·  1930 ·  1931 ·  1932 ·  1933 ·  1934 ·  1935 ·  1936 ·  1937 ·  1938 ·  1939 ·  1940 ·  1941 ·  1942 ·  1943 ·  1944 ·  1945 ·  1946 ·  1947 ·  1948 ·  1949 ·  1950 ·  1951 ·  1952 ·  1953 ·  1954 ·  1955 ·  1956 ·  1957 ·  1958 ·  1959 ·  1960 ·  1961 ·  1962 ·  1963 ·  1964 ·  1965 ·  1966